# Kim Zung-bok
Kim Zung-bok (* 17. Juli 1945) ist eine ehemalige nordkoreanische Volleyballspielerin.

## Karriere
Kim Zung-bok gewann mit der nordkoreanischen Nationalmannschaft bei der Weltmeisterschaft 1970 und bei den Olympischen Sommerspielen 1972 jeweils die Bronzemedaille.